# Lijst van spelers van Hilversum
Dit is een lijst van voetballers die minimaal één officiële wedstrijd hebben gespeeld in het eerste elftal van de Nederlandse voormalig betaaldvoetbalclub Hilversum.

## A
- Hans Akkerman

## B
- Bertus van Beek
- Nico van Beeren
- Gerard Borg
- Hans van den Brug

## C
- Han Coster

## D
- René Duits
- Frank Duurland

## E
- Hans van Eikeren
- Bart van Ek

## G
- Karel van Garrel
- Evert van Ginkel

## H
- Joop de Haan
- Cor Hardeman
- Gerard Hogenbirk
- Cees Houtveen
- Huitema

## J
- Herre Janse
- Gerard de Jongh

## K
- Rob Koeman
- Heinz Kraneveldt
- Flip Krant
- Wil Kreuning
- Rudi Kuiper

## L
- Aart Langhorst
- Chris Lefering
- Henk Linschoten
- Martin Looman
- Jan Los

## M
- Nico le Maitre
- Kees van Maren
- Nico van der Meer
- Cos van Meningen
- J. van Meningen
- Bertus Mensert
- Frank Mijnals
- Cor van Moorst
- Frank Morees

## N
- Martin de Nooy

## O
- Joop van Oosterom
- Kees Oudendijk

## P
- Evert Pluim

## Q
- Eddy Quinet

## R
- Roel Rapstok
- Herman Rootert
- Jan Ruyter

## S
- Wim Schras
- Dick Schuerman
- Jozef Siahaya
- Karel Sluiter

## T
- Messac Titaley
- Wim Tuhusela
- Mozes Tureya

## V
- Rob van Velzen
- Leen Vermeulen
- Hans Vlietman
- Rinus Vleitman
- Henk van der Voort
- Evert-Jan Vonk

## W
- Arie de Waard
- Frans van Wegen
- Eddy Westbroek
- Ruud Westbroek
- Gijs van Wieringen
- Chris van Wijk
- Pim Wijnands
- Peter Wiskie

## Z
- Jan de Zeeuw